# Chlorophorus motschulskyi
Chlorophorus motschulskyi är en skalbaggsart som först beskrevs av Ludwig Ganglbauer 1886.  Chlorophorus motschulskyi ingår i släktet Chlorophorus och familjen långhorningar. Inga underarter finns listade i Catalogue of Life.